# Palazzo Farnese (Piacenza)
Palazzo Farnese è un palazzo storico di Piacenza. Posto in piazza Cittadella, ospita i musei civici della città nonché la sede provinciale dell'Archivio di Stato.
Fanno parte dei musei civici ospitati all'interno del palazzo diverse collezioni: una sezione medievale comprendente una serie di affreschi  provenienti da chiese piacentine, il museo archeologico, ospitato nella cittadella Viscontea che conserva al suo interno il fegato etrusco, una raccolta di armi antiche riunite ai primi dell'Ottocento, una serie di carrozze donate nel 1948 da Silvestro Brondelli di Brondello, i fasti farnesiani, serie di opere realizzate per celebrare la famiglia Farnese e di cui rimane a Piacenza solo una parte del ciclo, il museo del Risorgimento, la pinacoteca, una serie di sculture e una collezione di vetri e ceramiche.

## Storia

### Le origini
Nella zona successivamente occupata dal palazzo, all'estremità settentrionale della città, non lontano dalla cinta muraria e dal corso del fiume Po, già dal 1373, periodo nel quale il dominio visconteo su Piacenza era minacciato dalle forze pontificie alleate con Amedeo VI di Savoia, le quali godevano anche del favore di buona parte della nobiltà piacentina, sorgeva un fortilizio, chiamato cittadella nuova oppure cittadella di Fodesta, voluto da Galeazzo II Visconti, duca di Milano e all'epoca signore della città, che era sorto in sostituzione di una costruzione preesistente, la cittadella vegia, in seguito completamente scomparsa e posta a nord della successiva tra il fiume Po e il canale portuale Fodesta. L'ubicazione della fortificazione consentiva il controllo dell'abitato ma, in caso di necessità, permetteva un agevole accesso al fiume Po e, da qui, a Milano, capitale del ducato visconteo. In origine, la cittadella viscontea era un forte dotato di 4 torri poste sugli angoli e difeso da un fossato. Sul fronte principale, orientato a sud, si trovava il mastio dotato di ponte e ponticello levatoi, mentre sugli altri lati erano presenti degli avancorpi facenti funzione di masti secondari, ognuno a protezione di un ingresso levatoio.
Nel 1404 la cittadella venne assediata dalle milizie di Ottobuono de' Terzi che, dopo aver conquistato la città per conto del duca di Milano Giovanni Maria Visconti, si era rifiutato di consegnare la città al sovrano, tuttavia, dopo due mesi di assedio, il Terzi fu costretto a ritirarsi. Nel 1447 la cittadella fu l'ultimo forte ad arrendersi al duca di Milano Francesco Sforza, dopo una resistenza guidata dal piacentino Alberto Scotti e dai condottieri veneti Taddeo Terzi e Gherardo Dandolo.

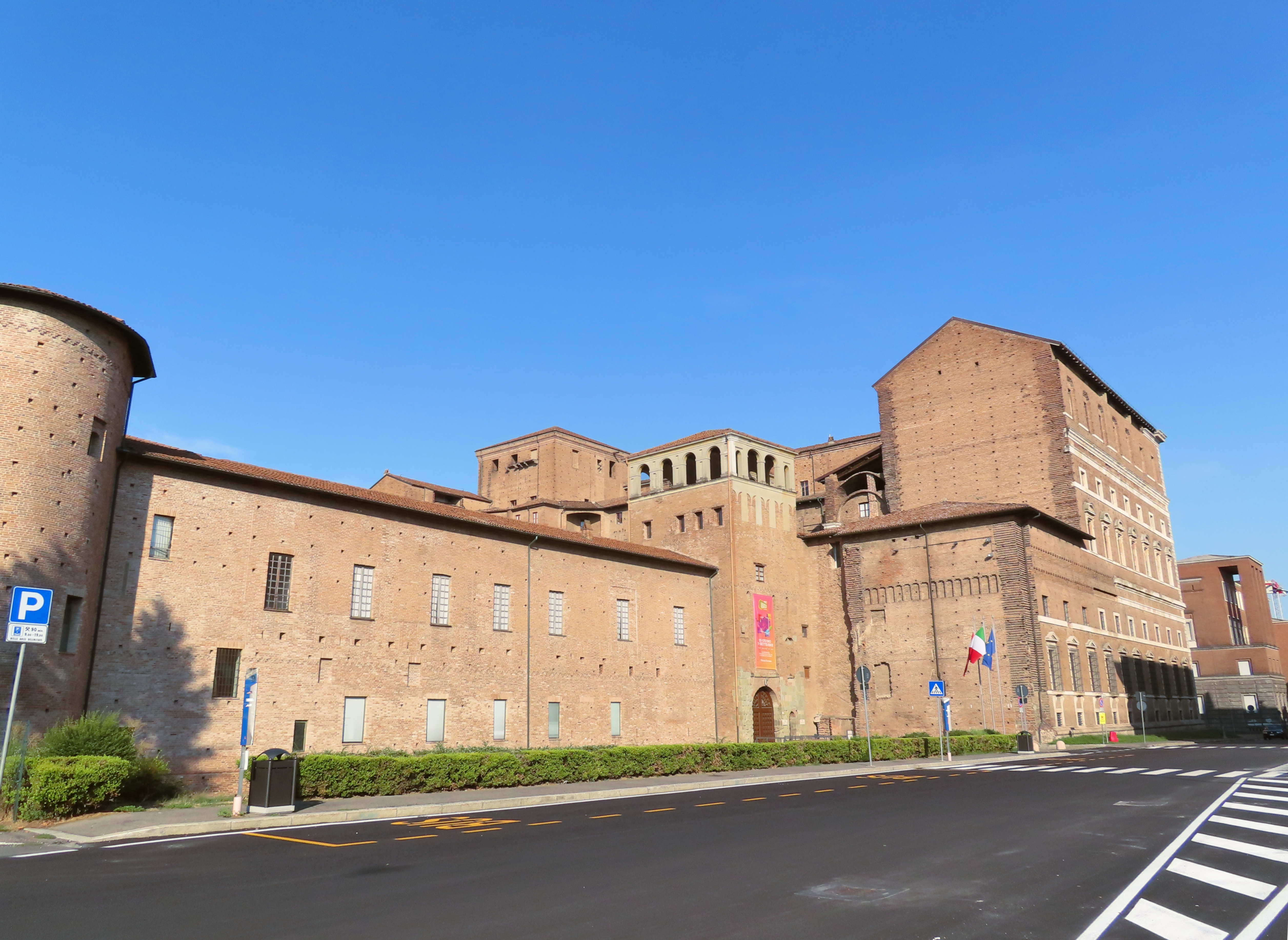
La parte della cittadella viscontea rimasta a seguito dell'incompleta costruzione del palazzo

Al termine della dominazione milanese la cittadella, ormai spogliata di ogni utilità militare a seguito dell'avvento dell'artiglieria, venne adibita a sede dell'amministrazione della città; tra il 1525 e il 1545 essa fu sede dell'amministrazione papale fino a che, nel 1545, papa Paolo III, membro della famiglia Farnese, operò il distacco definitivo delle città di Piacenza e Parma dal ducato di Milano, erigendole in ducato autonomo sotto il comando del figlio Pierluigi Farnese.
Il nuovo duca scelse Piacenza come capitale del ducato e fissò la sua residenza all'interno della cittadella viscontea, avviando, al contempo, la realizzazione di un nuovo e più moderno castello nella zona sud-ovest della città, in una posizione strategica per permettere il controllo di eventuali attacchi provenienti dalla stretta di Stradella. L'inizio della costruzione del nuovo edificio fu una delle ragioni che portarono a compimento la congiura guidata dal conte Giovanni Anguissola, con l'appoggio del governatore di Milano Ferrante I Gonzaga e con la benevolenza dell'imperatore Carlo V, poiché egli e i suoi compagni ritenevano più agevole colpire il duca all'interno della vecchia cittadella piuttosto che nel nuovo castello, una volta completata la sua edificazione. Il 10 settembre 1547, all'interno della cittadella, il duca Pierluigi Farnese venne, quindi, ferito a colpi di pugnale e, poi, ucciso con il taglio della gola da parte dell'Anguissola. A seguito dell'uccisione, il corpo del Farnese venne lanciato al di fuori del palazzo. La finestra da cui venne gettato il cadavere del duca, posta sul lato occidentale dell'edificio, venne, in seguito, murata.

### Progettazione e sviluppo
Nonostante l'esito della congiura, il figlio di Pierluigi, Ottavio Farnese, riuscì a mantenere il titolo ducale e, divenendo anche stretto alleato dell'imperatore: egli si fece restituire il controllo di Piacenza e ottenne la mano di Margherita d'Austria, figlia naturale dello stesso Carlo V. Mentre il duca spostò la capitale nella città di Parma, andandovi a risiedere, la duchessa Margherita decise di porre la propria residenza a Piacenza. Venuta meno l'esigenza di erigere un edificio con funzioni prettamente militari, venne iniziata la costruzione di un nuovo palazzo, fortemente voluto da Margherita, nell'area della cittadella, con lo scopo di cancellare l'edificio in cui aveva trovato la morte Pierluigi, ma anche per ribadire il dominio della famiglia Farnese sulla città e evidenziarne il potere.

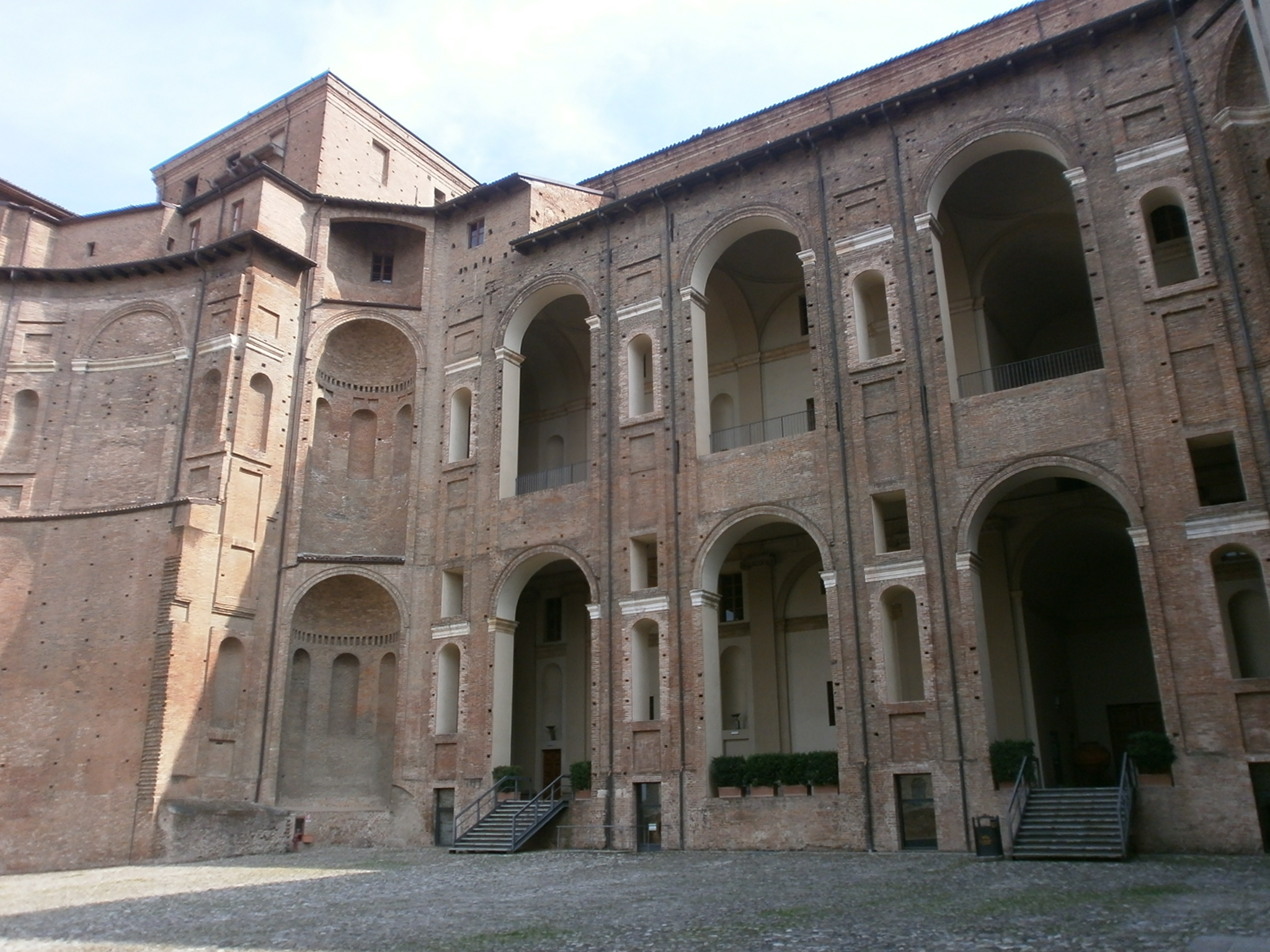
Facciata di Palazzo Farnese vista dal cortile interno

La progettazione del nuovo edificio venne affidata, nel 1558, all'architetto urbinate Francesco Paciotto, secondo le cui testimonianze il disegno del progetto del palazzo venne redatto direttamente seguendo le direttive della duchessa Margherita. Il progetto elaborato dal Paciotto prevedeva il riutilizzo delle fondamenta della cittadella viscontea; fu proprio la difficoltà del recupero delle fondamenta originarie, unita ad un periodo di assenza dell'architetto, che convinse la famiglia Farnese ad affidarsi ad un altro architetto: Jacopo Barozzi, detto il Vignola, il quale aveva già lavorato per conto della famiglia durante l'edificazione della villa di Caprarola. Il progetto venne redatto nel 1561: abbandonata l'idea di un recupero di alcune delle strutture già presenti, prevedeva un ampio cortile centrali attorniato da quattro ali, senza una vera e propria facciata principale. Il gran numero di finestre presenti su tutti e quattro i lati costituiva un segnale riguardo alla quantità e grandiosità degli interni; infine, sul lato del cortile situato di fronte all'ingresso era prevista la realizzazione di un teatro all'aperto. Il progetto del palazzo prevedeva anche un radicale riordino della zona circostante, con l'abbattimento di diversi edifici in modo da rendere visibile il palazzo dalla centrale piazza Cavalli.
La cappella ducale, posta al primo piano sull'ala meridionale dell'edificio, originariamente non prevista nel progetto vignolesco, venne realizzata negli ultimi anni del XVII secolo e realizzata dall'ingegnere Lattanzio Papio oppure da Bernardino Panizzari, detto il Caramosino, pur con la presenza di alcuni attributi riconducibili allo stile del Vignola.

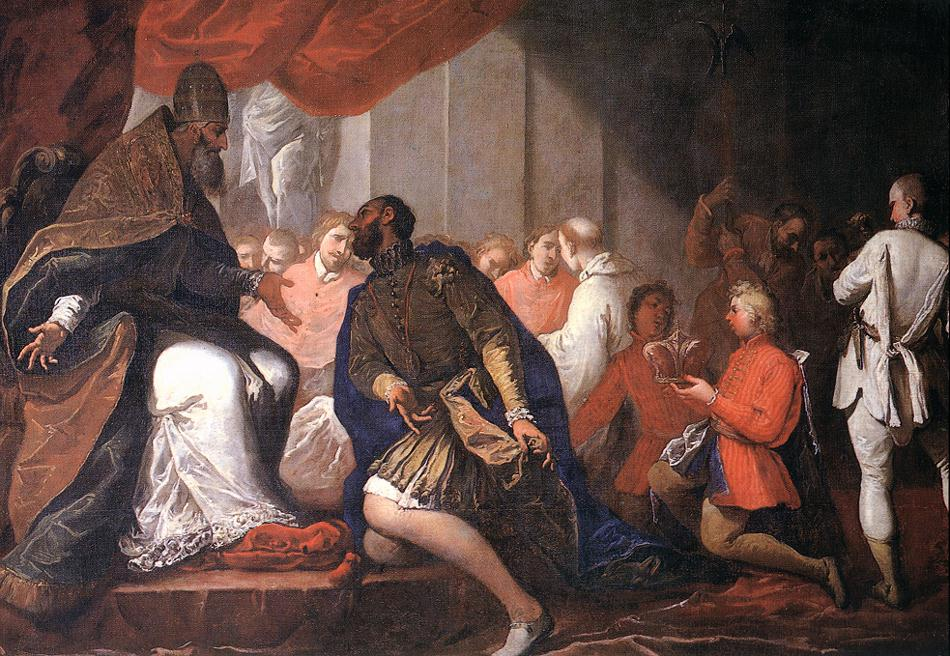
Uno dei dipinti del ciclo su Paolo III opera di Sebastiano Ricci

I lavori di costruzione, interrotti una prima volta dopo l'abbandono della città da parte della duchessa Margherita, vennero ripresi nel 1589 e portati avanti fino al 1602, anche grazie al contributo della comunità piacentina, sotto la direzione del figlio del Vignola, Giacinto, quando, a causa della mancanza di fondi a disposizione, vennero interrotti; in quel momento era stata realizzata circa la metà delle opere previste dal progetto del Vignola. Tra gli elementi non ancora realizzati spiccavano molte delle decorazioni.
Nonostante le ristrettezze economiche, nei due secoli successivi furono apportate diverse variazioni e aggiunte al palazzo, pur senza riprendere la costruzione della metà dell'edificio mancante. Nella seconda metà del XVII secolo il duca Ranuccio II Farnese, che era solito spostare tutti gli anni la sua corte all'interno del palazzo per un periodo di uno o due mesi, fece realizzare una serie di decorazioni all'interno del palazzo, primo fra tutti l'appartamento dorato, occupato dalla moglie Maria d'Este, che venne affrescato dal pittore bolognese Andrea Seghizzi. In seguito vennero eseguite decorazioni a stucco nell'appartamento del duca, posto al piano terra dell'edificio; all'interno delle cornici stuccate poste nell'appartamento furono inseriti i dipinti dei fasti di Alessandro Farnese realizzati dal pittore Giovanni Evangelista Draghi. Un altro ciclo, dedicato a papa Paolo III, venne invece commissionato a Sebastiano Ricci.

### Il declino
Nel 1731, con la morte dell'ultimo duca Antonio, la linea maschile della famiglia Farnese si estinse: i diritti successorii al trono del ducato passarono a Carlo di Borbone, figlio del re di Spagna Filippo V e di Elisabetta Farnese, a sua volta figlia di Odoardo II Farnese, fratello di Antonio. A seguito della guerra di successione polacca, Carlo di Borbone ottenne nel 1734 il trono del regno delle due Sicilie: nel suo trasferimento a Napoli il duca prelevò dalle residenze della famiglia Farnese poste nel ducato gran parte degli arredi, tra cui dipinti, sculture, arazzi, mobili e tappezzerie, che furono spostate a Napoli, in gran parte nella reggia di Capodimonte; di tutto quanto presente all'interno del palazzo rimasero a Piacenza solo alcuni stucchi e affreschi non trasportabili.
Quando, nel 1748, a seguito del trattato di Aquisgrana il trono ducale tornò alla famiglia Borbone, nella persona di Filippo, fratello minore di Carlo, una piccola parte del mobilio di palazzo venne restituita, lasciando, però, a Napoli la maggior parte del materiale che era stato spostato. Durante il dominio della famiglia Borbone, il palazzo venne sostanzialmente abbandonato, con la famiglia ducale che prese la decisione di utilizzare, quando aveva necessità di sostare a Piacenza, un appartamento riadattato situato all'interno della cittadella viscontea.
Durante l'occupazione napoleonica, il palazzo fu occupato dai soldati francesi. Nel 1803, a pochi mesi di distanza dalla morte del duca Ferdinando, il palazzo venne spoliato con l'invio in Francia di tutte le decorazioni marmoree, degli stucchi, delle porte, delle dorature, nonché di elementi di minor pregio come le tegole. Nel 1813 venne adibito a carcere, poi, con il ritorno dei Borbone a seguito della restaurazione, la proprietà del palazzo venne divisa tra il comune di Piacenza, che ne adibì una piccola parte a caserma, e il governo ducale che nel 1822 lo cedette agli austriaci, riservandosi solo la proprietà della cittadella viscontea. In seguito, divenuto di proprietà demaniale, al termine della seconda guerra mondiale, venne adibito a rifugio per gli sfollati a seguito dei bombardamenti.

### Il recupero

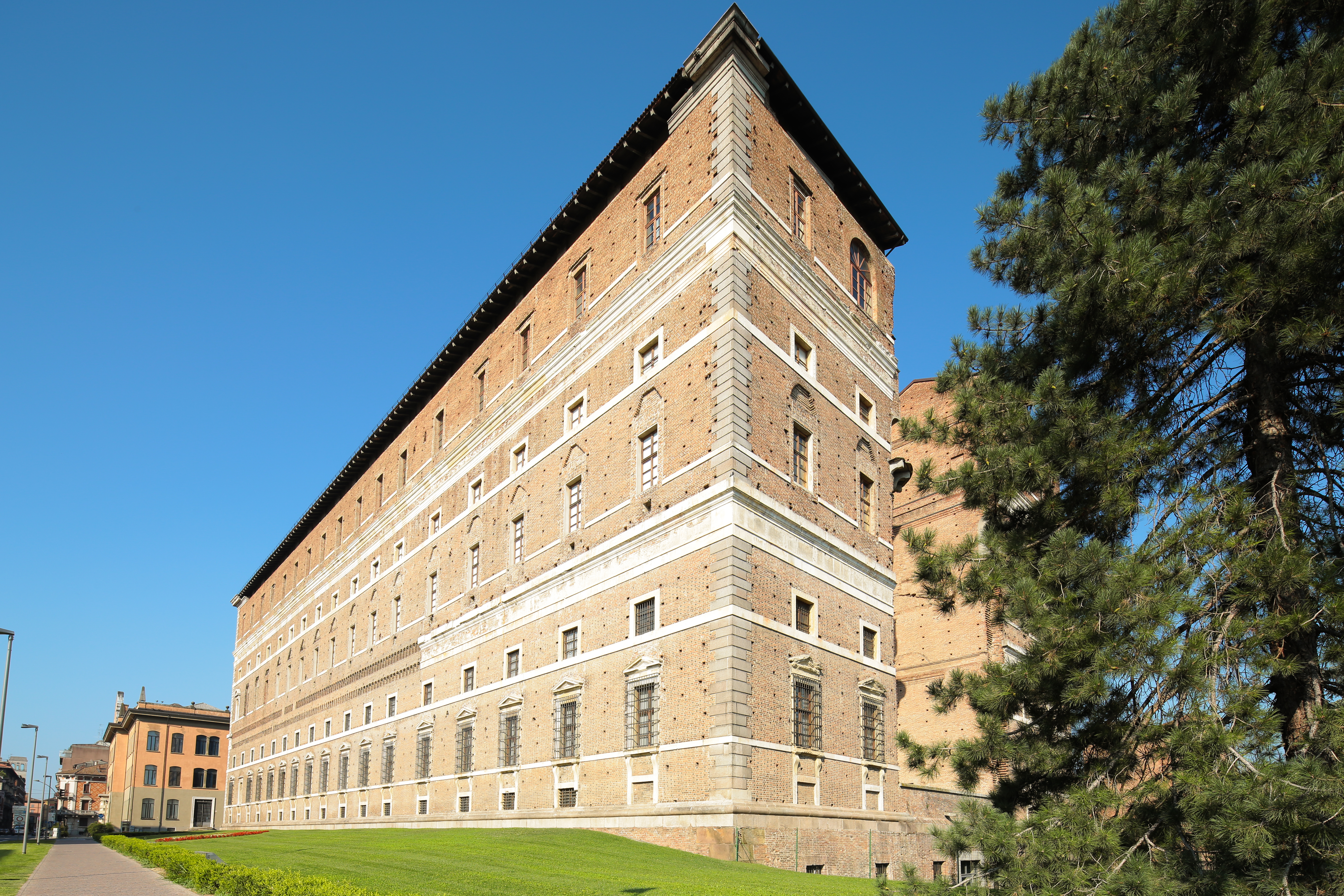
Lati sud-est e nord-est

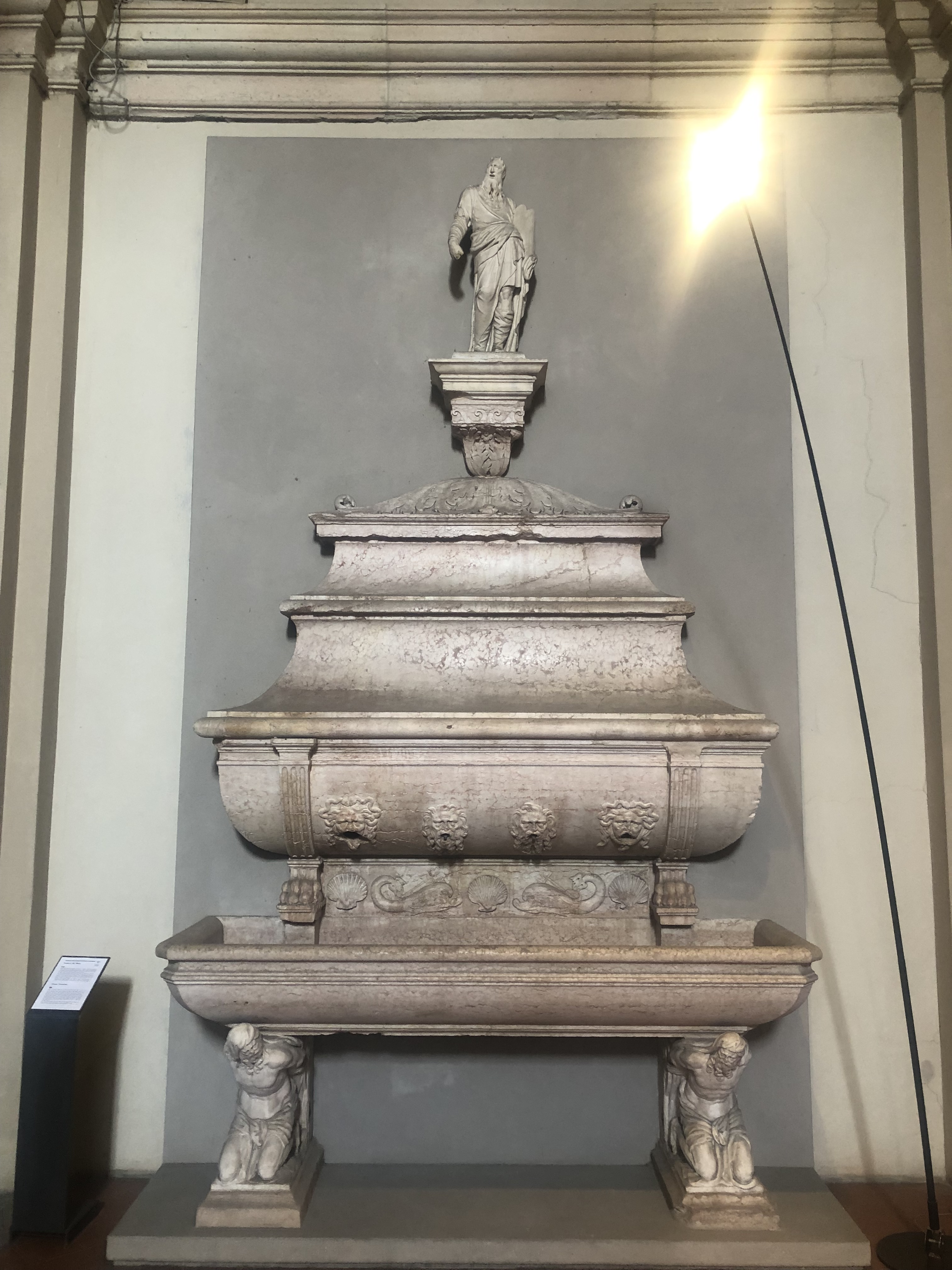
Fontana del Mosè, opera di Giulio Mazzoni, posta sullo scalone d'onore

Nel 1965 venne costituito l'Ente per il Restauro e l'Utilizzazione di Palazzo Farnese, su iniziativa del commendator Carlo Graviani, all'epoca presidente dell'ente provinciale del turismo. Il nuovo ente, tra i cui soci fondatori erano presenti il comune di Piacenza, la provincia e la camera di commercio, ebbe, fin da subito, l'obiettivo del recupero del palazzo. La presidenza dell'ente fu assunta dal senatore Alberto Spigaroli.
Tra il 1972 e il 1976, grazie all'ottenimento di finanziamenti statali, furono avviati i primi restauri del palazzo che consistettero nel rifacimento delle coperture e degli intonaci di tutti i piani fuori terra, nonché nella pulitura di stucchi e affreschi e nel restauro della pavimentazione. All'esterno i cortili e le pareti furono ripuliti dagli arbusti che vi crescevano, e restaurati. Nel 1976 l'uso dell'edificio fu concesso al comune di Piacenza con la prospettiva di adibirlo a sede dei musei civici. Nel 1977 venne aperta, al secondo piano, la sede provinciale dell'Archivio di Stato.
Nel 1980 venne restaurato, a cura dell'arsenale di Piacenza, il seicentesco cancello d'ingresso. A partire dal 1983 venne ristrutturata la cittadella viscontea, venne rifatto il fondo del cortile, vennero ritinteggiati i loggiati e lo scalone, venne realizzata una scala in ferro per l'accesso all'Archivio di Stato e restaurata la cappella ducale, adibendola ad attività culturali. Nel 1988 fu aperta al pubblico la prima delle sezioni dei musei civici ospitata all'interno del palazzo. L'originale allestimento museale venne, in seguito, ampliato negli anni successivi. A partire dal 2014 il palazzo è diventato di proprietà del comune tramite il federalismo demaniale culturale.

## Descrizione

### Piano Sotterraneo

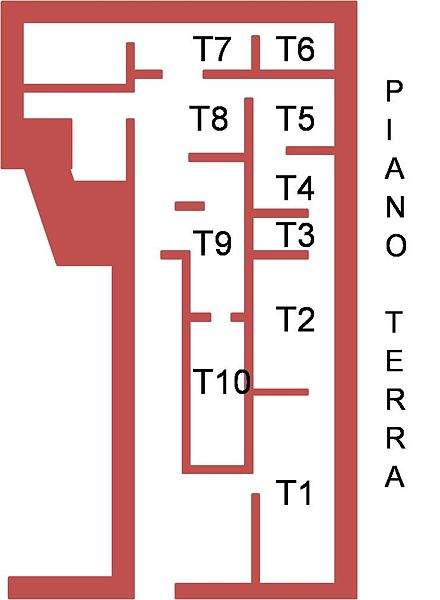

I sotterranei erano originariamente destinati ad accogliere gli alloggi per la servitù, le cucine e i magazzini necessari alla custodia dei beni indispensabili per la vita del palazzo come derrate alimentari, legna, ecc.
Sale:
- T1: Locale da pranzo per la servitù
- T2: Cucina grande del palazzo (per la preparazione dei banchetti ufficiali)
- T3: Lavatoio e magazzino per le stoviglie con piccola cucina (per pranzi non ufficiali).
- T4: Stanza con pozzo e passavivande per portare le pietanze ai piani superiori
- T5: Stanza intermedia tra le cucine e i bagni
- T6: Sala da bagno del duca
- T7: Legnaia (posizionata per agevolare l'alimentazione del riscaldamento dei bagni)
- T8: Sala da bagno della Duchessa e della Dame al seguito
- T9: Dispensa
- T10: Atrio d'uscita

### Piano Ammezzato
Questa parte dell'edificio ospitava gli alloggi e gli uffici dei funzionari a seguito del duca.

### Piano Rialzato

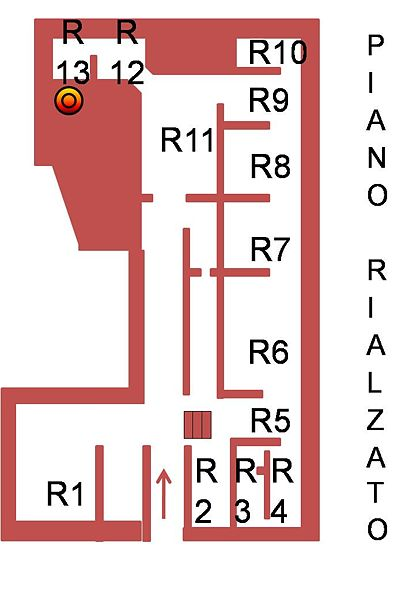

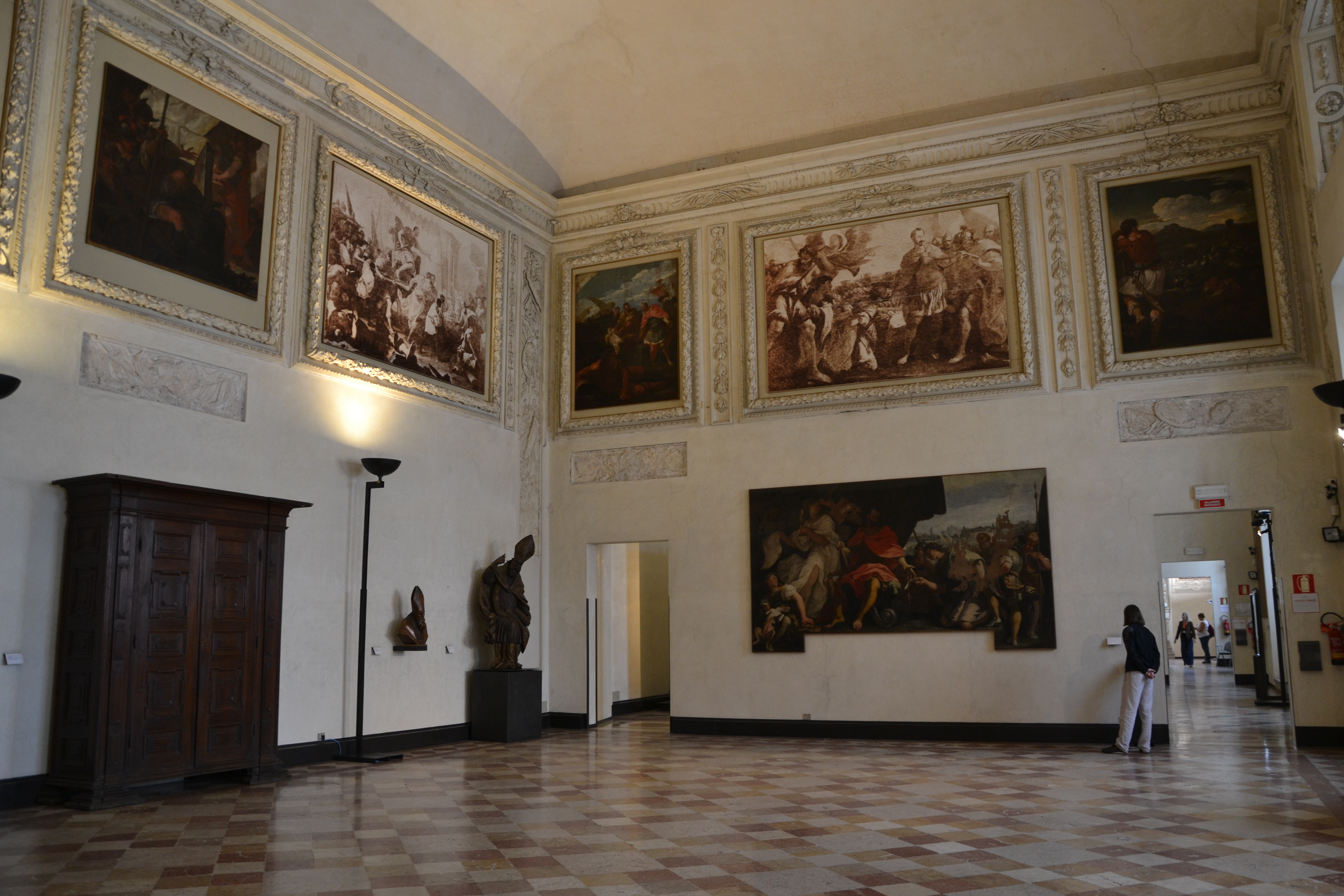
Seconda Anticamera con i Fasti del duca Alessandro Farnese

Il piano rialzato ospitava in origine le sale di rappresentanza e gli appartamenti del duca. L'accesso al piano è permesso da una scala.
Le stanze R2-R3-R4-R5 costituivano il cosiddetto appartamento alla cantonata, che doveva il suo nome al suo posizionamento angolare, e fu riservato ai duchi sino al 1676, quando venne allestito l'appartamento stuccato (sale R7-R8-R9-R10), più consono allo sfarzo di Casa Farnese. Da allora, l'appartamento alla cantonata divenne sede dell'uditore di corte, un funzionario che “udiva” le richieste destinate al duca e le trascriveva su appositi registri per poi presentarle a Sua Altezza, nonché come anticamere per l'accesso alla sala delle udienze.
Sale:
- R1: Sala delle guardie, o degli alabardieri
- R2: Sala detta “Camera d'Udienza”, sede dell'uditore
- R3: Ufficio dell'uditore
- R4: Piccolo disimpegno. Ancora visibile una scaletta che permetteva l'accesso al guardaroba ducale posto al piano superiore, a testimonianza del primitivo utilizzo di queste stanze quale appartamento ducale.
- R5: Secondo disimpegno, la cui primitiva funzione è ignota. Ricavato sotto lo scalone d'onore.
- R6: Prima anticamera: è il salone più grande di questo piano e serviva da “sala d'aspetto” per i cortigiani in attesa d'udienza; vi si tenevano anche le visite ufficiali e fungeva anche da salone delle feste. Sulla volta della sala si trova un affresco settecentesco raffigurante il Trionfo della Carità e della Fede.
- R7: Seconda anticamera: passaggio obbligato per venire ammessi alla presenza del duca; era una delle quattro stanze che costituivano l'appartamento stuccato, appartamento abbellito da preziosi stucchi voluto da Ranuccio II durante l'ultimo quarto del XVII secolo. Da questa stanza partiva il ciclo dei Fasti farnesiani, serie di dipinti che celebravano i principali esponenti della dinastia: hanno qui collocazione i Fasti del duca Alessandro Farnese.
- R8: Sala del trono, luogo in cui i duchi ricevevano le personalità e le udienze.
- R9: Anticamera privata: disimpegno che immetteva all'alcova e al quadrone.
- R10: Alcova: stanza utilizzata come camera da letto del duca, composta dalla stanza da letto vera e propria e da uno studio. Si tratta della stanza luogo più sfarzoso del palazzo anche a causa della sua funzione di luogo d'udienza per i cortigiani più intimi. Sono esposti in questa stanza i Fasti dedicati a papa Paolo III.
- R11: Quadrone, così detto a causa della sua forma quadrata. La sua funzione era di sala per i pranzi ducali non ufficiali.
- R12 e R13: Piccole cucine e alloggio della servitù della duchessa, i cui appartamenti erano posti al piano superiore.

### Primo Piano

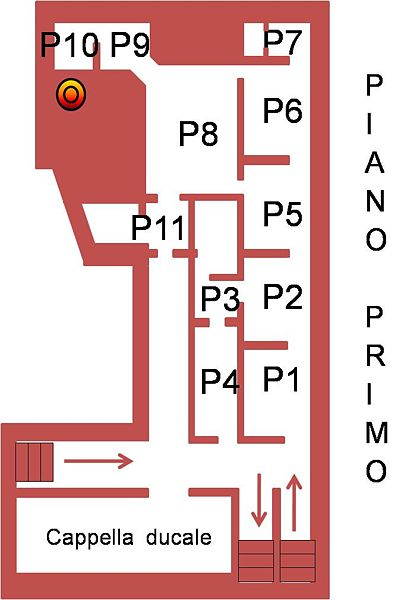

Ospitava gli appartamenti della duchessa e alcune stanze adibite a “ritrovi di famiglia”. Vi si accede dallo scalone d'onore.
Sale:
- P1: Prima anticamera, utilizzata anche come salone delle feste.
- P2: Seconda anticamera, conosciuta anche come camera dei cavalieri. Sulla sinistra sono presenti le stanze che alloggiavano la nobiltà che prestava servizio alla duchessa. Sulla volta è presente un affresco raffigurante Carro dell'Aurora.
- P3 e P4: Stanze riservate agli uditori della duchessa.
- P5: Sala delle udienze della duchessa.
- P6: Anticamera dell'alcova, ornata da broccati. A partire da questa sala iniziano i Fasti di Elisabetta Farnese.
- P7: Alcova della duchessa
- P8: Quadrone: stanza utilizzata solitamente come disimpegno, ospitava saltuariamente cene informali della famiglia ducale.
- P9 e P10: Stanze a disposizione delle nobildonne che prestavano servizio alla duchessa. Vi si accede attraverso la scala. Di fianco alla scale è presente il pozzo centrale che garantiva acqua all'intero palazzo.

#### Cappella ducale
Posta sul lato meridionale del primo piano, separata dall'appartamento del duca, si presenta con una struttura ad'aula a pianta centrale. La struttura può essere ricondotta allo schema delle cappelle palatine rinascimentali, da esse differisce, però per la struttura che non è longitudinale. Date le grandi dimensioni, oltre all'utilizzo come chiesa in occasione delle cerimonie liturgiche svolte alla presenza del duca, veniva utilizzata anche per rappresentazioni musicali in analogia con le cappelle interne situate nei palazzi delle principali dinastie italiane del tempo come gli Este, i Gonzaga e gli Sforza. La cappella presenta una pianta a base quadrata con lato di 14 m a cui sono addossati 4 absidi che rendono la struttura ottagonale. Ad essa si accede tramite due entrate, una posta nella galleria e dotata di portale decorato da uno stemma della famiglia Farnese realizzato in pietra e l'altra, situata nella grande sala situata al di sopra dell'entrata del palazzo. Nel presbiterio sono presenti due balconi realizzati in pietra, decorati con gli stemmi del duca Ranuccio e del cardinale Odoardo.
La cappella è decorata con paraste una prima serie di archi, un fregio in stucco, una seconda serie di archi dotate di finestre e, infine, la cornice sopra la quale si appoggia la cupola. Nelle chiavi d'arco si trovano raffigurati degli iris su sfondo azzurro. Nel fregio sono presenti elementi araldici tipici di Casa Farnese come liocorni, stelle di mare e delfini. Al di sotto è presente una serie di tartarughe, simbolo della diligenza.

### Cittadella Viscontea

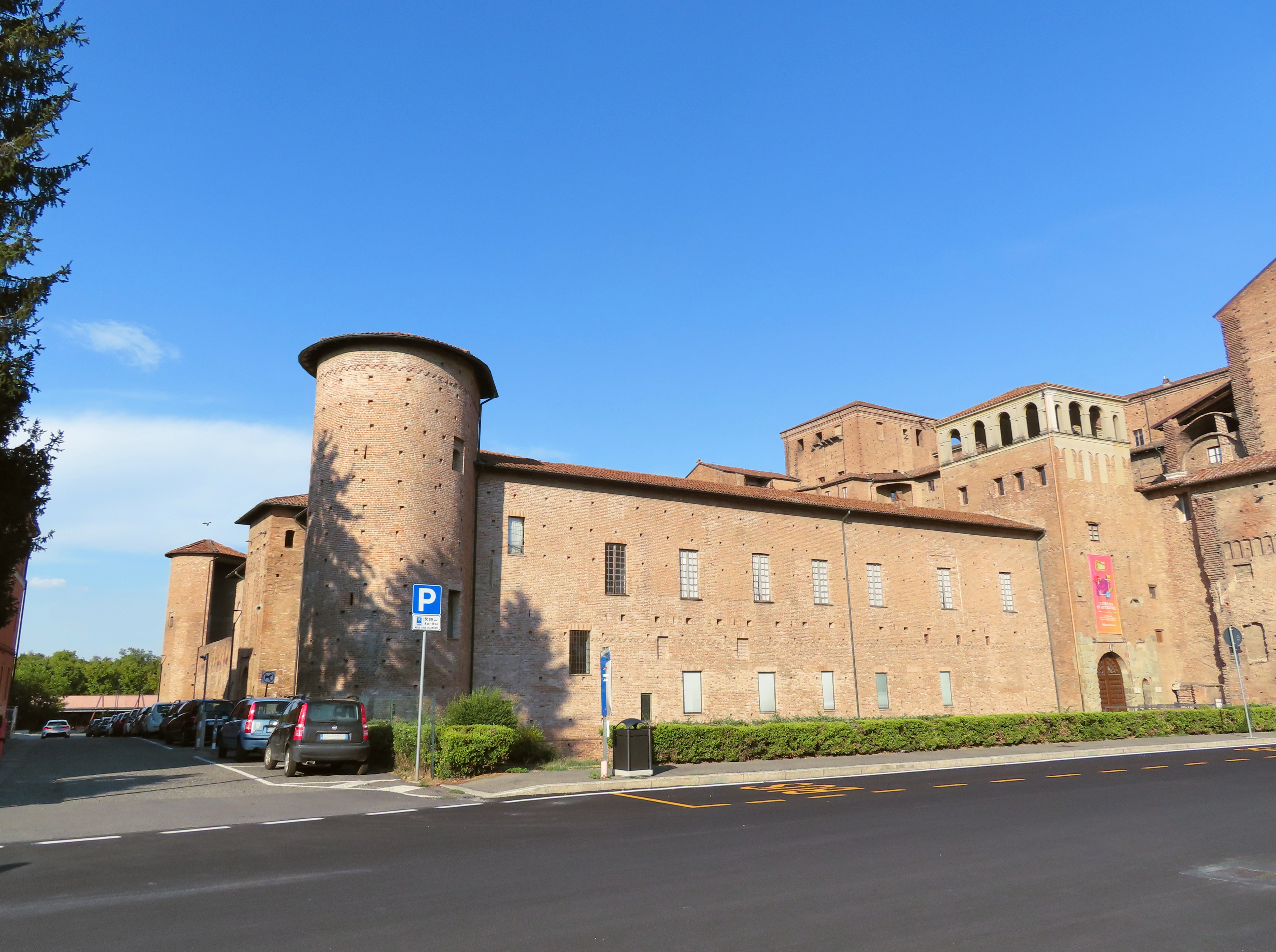
Cittadella Viscontea

A causa del mancato completamento della costruzione del palazzo, la porzione occidentale della cittadella non venne demolita; di essa rimangono due torri angolari poste ai vertici nord-ovest e sud-ovest, nonché il mastio di ingresso, i cui ponti levatoi sono stati sostituiti da accessi in muratura, e l'avancorpo con funzione di mastio secondario posto sul fronte occidentale, mentre dell'analogo corpo posto sul fronte nord sono visibili alcuni resti emersi durante i restauri novecenteschi. Durante gli stessi restauri è stato ripristinato parte del fossato che in origine circondava la cittadella e che era stato, in seguito, interrato. Due percorsi sotterranei, riscoperti in scavi risalenti al 1968, permettevano probabilmente di accedere alla cittadella vegia e alla chiesa di San Sisto. Il corpo posto sul lato sinistro del cortile interno è dotato di un porticato con loggiato, aggiunto con tutta probabilità nel corso del Quattrocento.

## Musei civici
I musei civici di Piacenza, ospitati all'interno del palazzo, sono divisi in una serie di 9 collezioni, distribuite sui diversi piani e i diversi ambienti del palazzo e dedicati a diversi temi: affreschi medievali, museo archeologico, museo delle armi, museo delle carrozze, Fasti farnesiani, museo del Risorgimento, pinacoteca, sculture e vetri e ceramiche.
I musei civici di palazzo Farnese sono stati uno dei primi 5 musei in Europa a utilizzare la tecnologia iBeacon per le visite al museo. Attraverso questa tecnologia è possibile ottenere, per il visitatore dotato di app per smartphone, informazioni sull'opera più vicina come descrizioni testuali e contenuti multimediali senza dover interagire manualmente con il telefono, oppure utilizzare il proprio telefono come audioguida.

### Affreschi medievali
La sezione dedicata agli affreschi, posta nel piano rialzato raccoglie una serie di affreschi provenienti da chiese piacentine tra le quali la cappella di Santa Caterina e l'abside della sconsacrata chiesa cittadina di San Lorenzo, l'ex refettorio di Santa Chiara, situato anch'esso in città e la cappella del non più esistente castello di Pontenure, situato nell'omonimo comune. Tra le opere di maggior interesse si trova il ciclo di Santa Caterina proveniente dall'omonima cappella della chiesa di San Lorenzo. Gli affreschi, scoperti nel 1958 a seguito di un crollo avvenuto nell'edificio religioso sconsacrato vennero distaccati a partire dal 1960, risalgono agli ultimi anni del XIV secolo ed opera di un anonimo di scuola lombarda conosciuto come Maestro di Santa Caterina membro della cerchia di Giovannino de' Grassi. Proveniente dalla stessa chiesa è un Incoronazione della Vergine e Trinità, attribuito a Bartolomeo e Jacopino da Reggio. Agli stessi autori è attribuita anche una Celebrazione della Messa, di cui è pervenuta solo una parte e che era, in origine, posto di fronte all'Incoronazione.

### Museo archeologico
La sezione archeologica, ospitata all'interno della cittadella viscontea, è, a sua volta, divisa in due sottosezioni dedicate rispettivamente alla Preistoria e alla protostoria e all'epoca romana. La prima sottosezione contiene una serie di reperti i più antichi dei quali risalenti al Paleolitico; seguono, poi, degli oggetti in selce del Mesolitico e dei prodotti in diaspro ritrovati nella zona del monte Lama. Nelle sale dedicate al Neolitico sono conservati reperti provenienti dalla zona di Casa Gazza di Travo e da Le Mose, frazione del comune di Piacenza comprendenti resti di insediamenti abitati e di sepolture. All'età del bronzo appartengono dei pugnali rinvenuti a Castel San Giovanni e resti di palafitte e terramare provenienti da diverse parti del territorio provinciale.
La sottosezione dedicata all'epoca romana, riallestita a partire dal 2019 e inaugurata nel maggio 2021, si sviluppa lungo 15 sale nei sotterranei della cittadella viscontea e contiene il fegato etrusco, modello bronzeo di un fegato utilizzato durante le cerimonie religiose risalente al periodo compreso tra il II e il I secolo a.C. e rinvenuto nel 1877 nel territorio del comune di Gossolengo, una scultura panneggiata attribuita all'ateniese Kleoménes, un letto funerario ligneo ritrovato durante i lavori della costruzione dell'ospedale di Piacenza, alcune antefisse ritrovate nella zona settentrionale della città, diversi mosaici e oggetti comuni. Oltre a questo, nell'ultima sala si trovano reperti di epoca post-imperiale risalenti alla dominazione longobarda.

### Armi
La sezione dedicata alle armi, posta all'interno di una stanza posta al piano rialzato, è costituita da una collezione composta da circa 400 pezzi raccolti durante la prima parte del XIX secolo dal nobile piacentino Antonio Parma e dedicata principalmente a strumenti del XVI secolo; donata nel 1849 all'istituto Gazzola da parte dello stesso Parma, la collezione venne, in seguito, ampliata grazie ad ulteriori donazioni e lasciti, prima di essere esposta al pubblico presso i musei civici di palazzo Farnese. Della collezione fa parte un'armatura decorata con incisioni e dorature opera dell'armaiolo milanese Pompeo della Cesa, il quale, nella sua carriera, aveva realizzato anche diverse armature per i duchi Farnese. L'esemplare in esposizione appartenne, invece, alla famiglia Dal Verme, dalla quale fu comprato da Antonio Parma durante l'allestimento della collezione.

### Carrozze
Il museo delle carrozze venne originato dalla donazione effettuata nel 1948 a favore del comune di Piacenza da parte di Silvestro Brondelli, il quale donò, in accordo con i voleri di suo zio, il conte Dionigi Barattieri di San Pietro, la collezione di 30 carrozze che era stata approntata da quest'ultimo. La collezione, arricchita da numerosi altri esemplari tramite lasciti, depositi e acquisti venne aperta parzialmente al pubblico nel 1990 e, poi, ufficialmente inaugurata nel 1998. Essa copre un intervallo temporale che spazia dai primi anni del XVIII secolo fino agli ultimi esemplari prodotti prima della diffusione del motore a scoppio. Tra gli esemplari presenti si trovano un carro funebre, alcune di Sacre, un carro utilizzato dai pompieri, un carro-scala, alcuni carrozzini per bambini, carrozzelle per neonati, un carretto siciliano e una slitta.

### Museo del Risorgimento
Le collezioni del museo del Risorgimento sono ricollegabili principalmente ai moti del 1848, alla prima guerra d'indipendenza, alla seconda guerra d'indipendenza e all'oggettistica legata ai volontari garibaldini della zona: la loro datazione è quindi preminentemente ascrivibile agli anni 1848-1849 e 1859-1860. Sono presenti, inoltre, cimeli risalenti al periodo precedente a quelli citati, a partire dall'insediamento della duchessa Maria Luigia d'Austria, avvenuto nel 1816. Fanno parte delle esposizioni divise militari, dipinti, armi, documenti, giornali e manifesti. Particolare attenzione è riservata ai reperti legati a Piacenza e al territorio circostante; una sottosezione è dedicata alla figura del piacentino Giuseppe Manfredi patriota e, in seguito, presidente del Senato del regno d'Italia tra il 1908 e il 1918.

### Pinacoteca

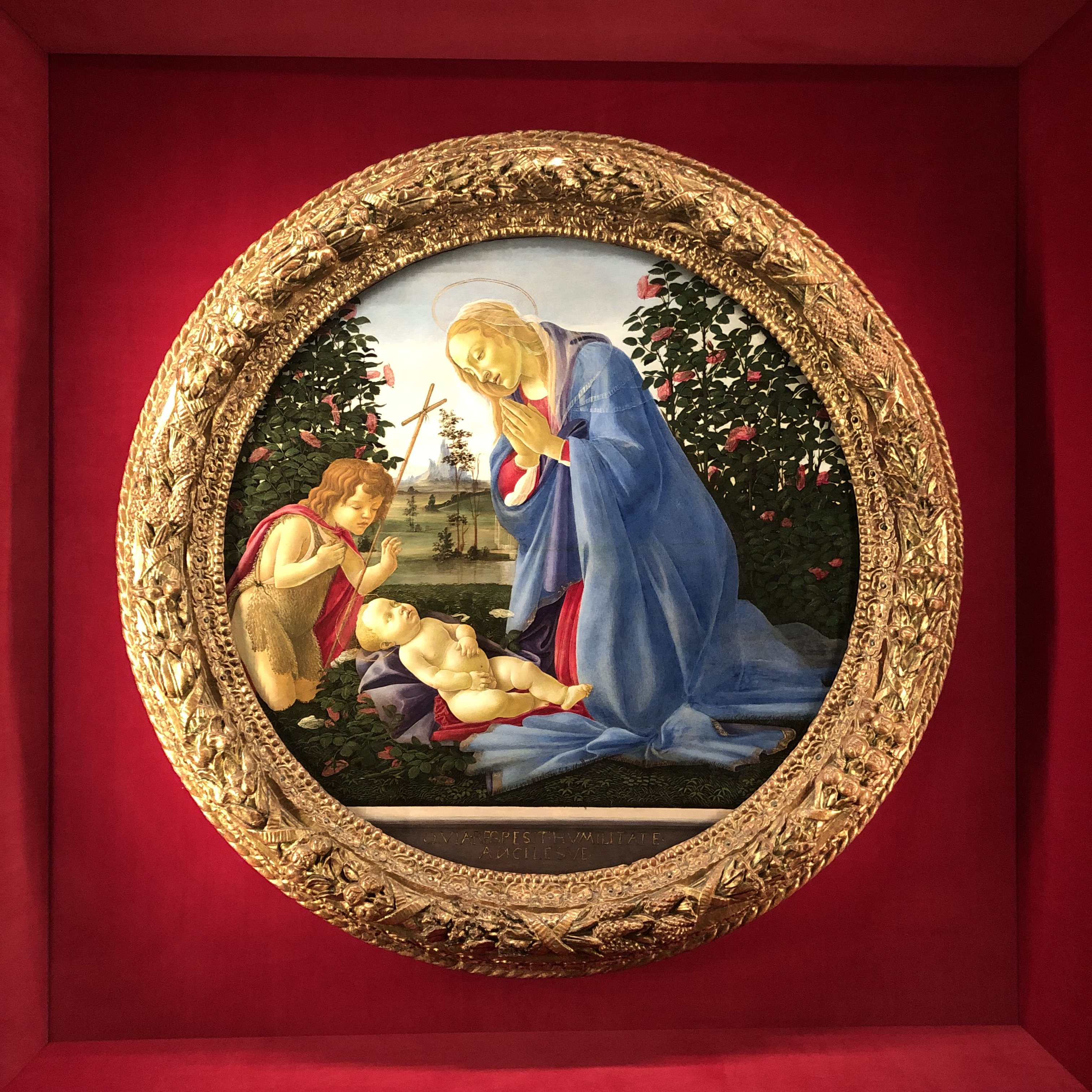
Madonna adorante il figlio con san Giovannino, tondo Botticelli

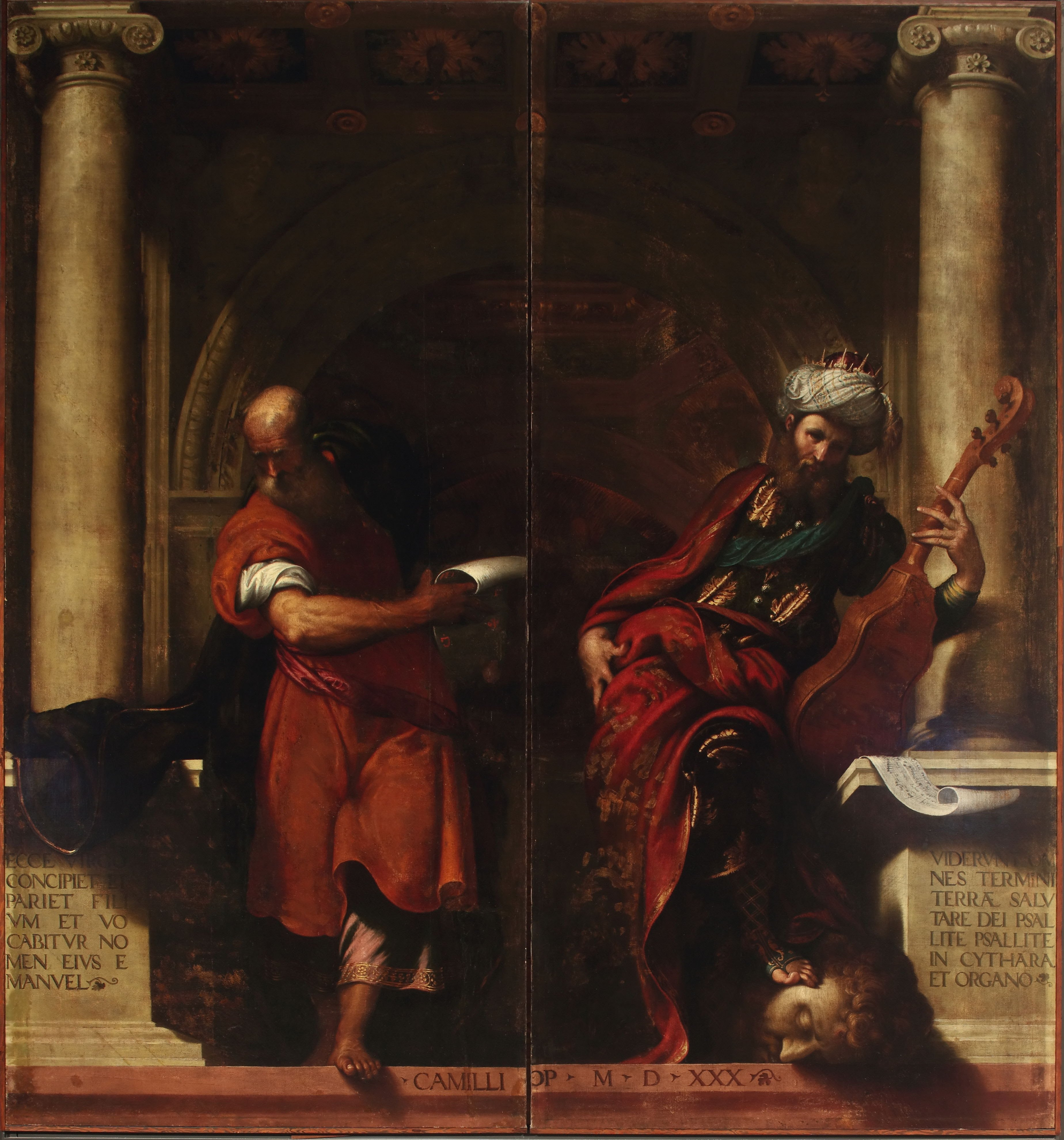
Il profeta Isaia e il re Davide, opera di Camillo Boccaccino

La pinacoteca comprende opere risalenti al periodo compreso tra il XIV e il XIX secolo provenienti da chiese del territorio piacentino, da lasciti e donazioni oppure originariamente parte dei Fasti farnesiani. Tra le opere presenti ci sono un tondo raffigurante la Madonna adorante il Bambino con San Giovannino opera di Sandro Botticelli originariamente conservato all'interno del castello di Bardi e donato al comune di Piacenza dopo che il forte era divenuto di proprietà del demanio, Il profeta Isaia e il re Davide opere del cremonese Camillo Boccaccino situati su una coppia di ante d'organo provenienti dalla basilica di Santa Maria di Campagna, un'Adorazione dei Magi realizzata da Simone dei Crocifissi e parte, insieme a tre sculture e altri 16 dipinti della collezione Rizzi-Vaccari, donata al museo nel 2006.
Altri dipinti contenuti nella pinacoteca sono La Purificazione di Carlo Francesco Nuvolone realizzato nel 1645 per essere contenuto nella chiesa di San Vincenzo su commissione della congregazione dei mercanti piacentini, un settecentesco Giosuè ferma il sole dipinto dal parmigiano Ilario Spolverini, un Ulisse si sottrae all’incantesimo di Circe grazie all’aiuto di Mercurio realizzato da Gaetano Gandolfi e il Ritratto del conte Giacomo Rota col suo cane del piacentino Gaspare Landi.

### Sculture
La collezione di opere scultoree situata all'interno dell'appartamento della cantonata conserva opere ascrivibili alla scuola di Piacenza, frutto della mescolanza di elementi tipici del lavoro di Niccolò e Wiligelmo, i quali operarono entrambi nella città durante la costruzione del duomo di Piacenza. Oltre alle sculture sono presenti anche diverse epigrafi risalenti al XIII e al XIV secolo. Tra le opere si trovano una Madonna col Bambino duecenetesca proveniente dalla chiesa di Santa Maria de Bigulis, poi abbattuta per la costruzione del palazzo Gotico, la lastra del benvegnu proveniente dal castello di Montechiaro, sulla quale è incisa una scritta in volgare che dà il benvenuto agli ospiti del castello e sotto a cui si trovano raffigurati diversi personaggi, probabilmente gli abitanti del castello intenti a ricevere alcuni ospiti. Dalla chiesa di San Matteo di Piacenza proviene un architrave in arenaria raffigurante l'Adorazione dell'agnello, opera di un anonimo membro della scuola piacentina.

### Vetri e ceramiche
La collezione di vetri, frutto della donazione del giudice piacentino Pietro Agnelli, si compone di diversi pezzi che coprono l'arco di tempo compreso tra il XVI e il XVIII secolo della produzione vetraia di Murano. La serie di ceramiche si compone di una serie di oggetti in maiolica e porcellana di produzione italiana: sono presenti oggetti provenienti dal servizio del cardinale Alessandro Farnese, una serie di oggetti rinvenuti in diversi scavi effettuati nell'ambito provinciale, in buona parte di produzione locale e, infine, la donazione Besner – Decc, composta da maioliche settecentesche di scuola milanese e lodigiana e da alcuni elementi di produzione straniera, tra cui quella tedesca, austriaca e cinese.

### I Fasti farnesiani

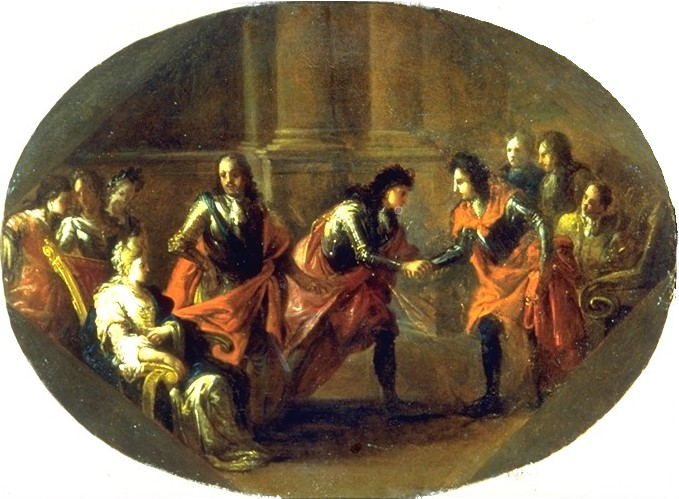
Visita alla corte di Elisabetta Farnese di Ilario Spolverini

I Fasti farnesiani sono una serie di cicli pittorici raffiguranti gli episodi cruciali della storia della famiglia Farnese, realizzati con l'intento di celebrare la potenza famigliare.
I Fasti possono essere divisi in due cicli principali: il primo, realizzato negli ultimi anni del XVII secolo, su iniziativa del duca Ranuccio II era destinato a decorare le stanze dell'appartamento stuccato; questo ciclo si divideva nei fasti di Paolo III, realizzati interamente da Sebastiano Ricci, e nei fasti di Alessandro Farnese, in gran parte realizzati da Giovanni Evangelista Draghi. Il secondo ciclo venne realizzato a partire dal 1714 da Ilario Spolverini e aveva come soggetto la figura di Elisabetta Farnese, moglie del re di Spagna Filippo V e ultima esponente della famiglia nobile.
I dipinti di entrambi i cicli vennero trasferiti a Napoli in seguito all'ascesa al trono delle Due Sicilie di Carlo di Borbone, avvenuta nel 1734. Parte di essi, restituita al comune di Piacenza nel 1928, è esposta a palazzo Farnese, mentre alcuni dipinti sono conservati a Napoli, alla reggia di Caserta e il palazzo municipale di Parma.

#### Fasti di Paolo III

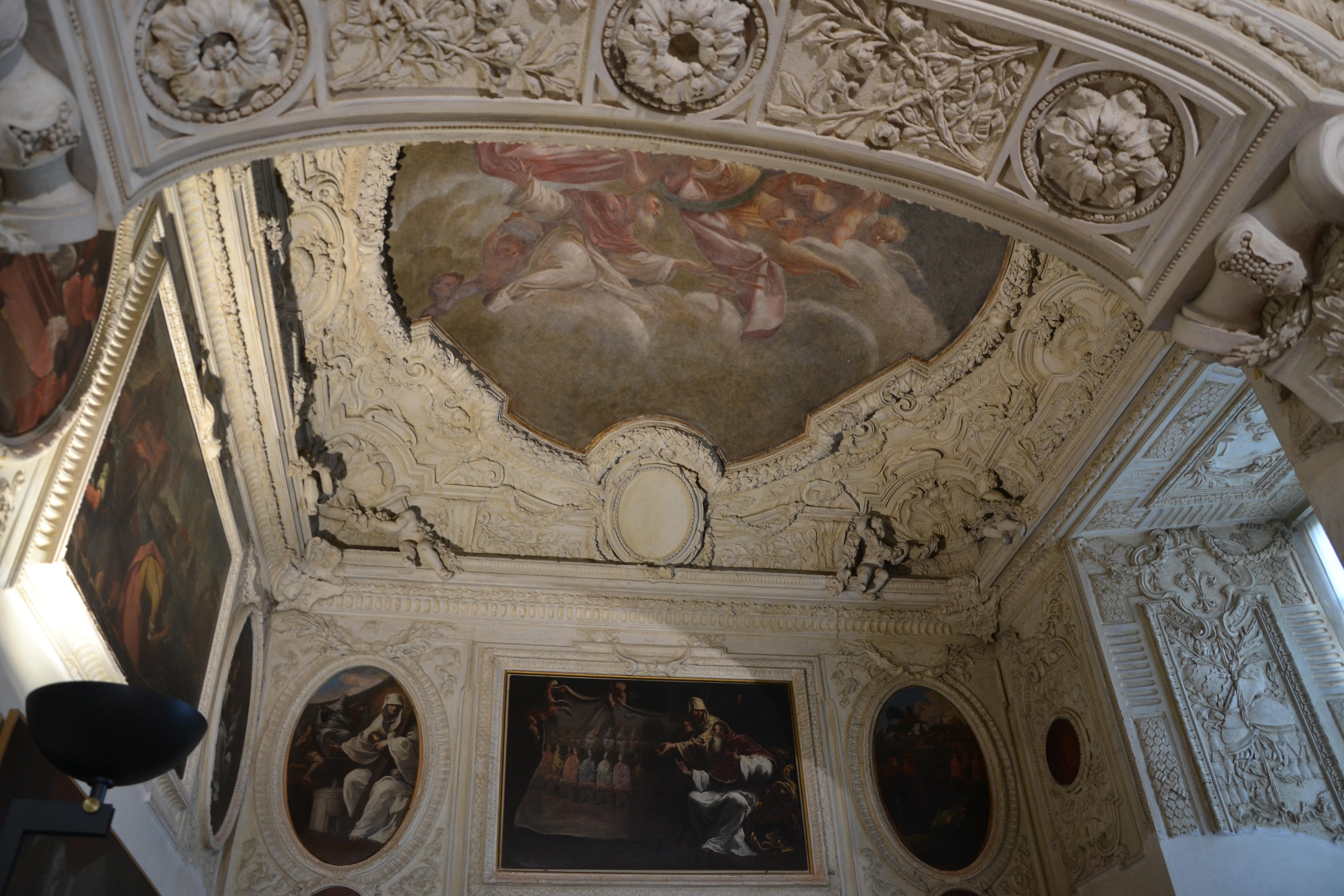
Sebastiano Ricci, Fasti Paolo III, Alcova del Duca

Commissionati da Ranuccio II, essi celebrano la figura di papa Paolo III che nel 1545 costituì il ducato di Parma e Piacenza ponendovi il figlio Pierluigi sul trono. Questi Fasti, dipinti tra il 1685 e il 1687, pur presentando alcune tele riguardanti l'atto fondativo del ducato – mostrano perlopiù l'azione spirituale del pontefice, insistendo in particolar modo sulla convocazione del concilio di Trento. Il ciclo, eseguito interamente da Sebastiano Ricci, comprendeva 19 tele tra cui: Nomina di Pierluigi Farnese a Duca di Parma e Piacenza, Approvazione della costruzione del Castello di Piacenza, Paolo III riconcilia Carlo V e Francesco I, Paolo III ispirato dalla Fede a convocare il concilio di Trento, Paolo III approva l'Ordine dei Gesuiti. Delle tele che compongono il ciclo, 15 sono presenti in originale a palazzo Farnese.

#### Fasti di Alessandro
Commissionato insieme ai Fasti di Paolo III, questo ciclo è dedicato alla persona di Alessandro Farnese, terzo duca di Parma e Piacenza e comandante dell'armata delle Fiandre dell'esercito spagnolo durante la guerra delle Fiandre. La realizzazione del ciclo venne iniziata da Sebastiano Ricci, già autore del precedente, tuttavia la maggior parte delle opere furono realizzate da Giovanni Evangelista Draghi. Tra le opere del ciclo, composto in totale da 23 dipinti, spiccano La discordia infiamma gli animi del Ricci, Alessandro assiste alla distruzione dell'Invincibile Armata, Alessandro riceve lo stocco pontificio e Alessandro riceve la nomina a comandante dell'esercito spagnolo, tutte e tre di Draghi.

#### Fasti di Elisabetta
Ciclo commissionato dal duca Francesco Farnese per celebrare Elisabetta Farnese, ultima erede della famiglia, che nel 1714 venne data in sposa al re di Spagna, Filippo V. Esso è composto da 7 tele, tutte realizzate da Ilario Spolverini, tra cui L'ingresso a Parma del cardinale Gozzadini e Il congedo della Regina Elisabetta dalla Corte di Parma. I dipinti del ciclo sono divisi tra i musei civici di palazzo Farnese, la reggia di Caserta e il palazzo del municipio di Parma.